# Округ Скот (Вирџинија)
Округ Скот (енгл. Scott County) је округ у америчкој савезној држави Вирџинија.

## Демографија
По попису из 2010. године број становника је 23.177, што је 226 (-1,0%) становника мање него 2000. године.
| Група             | 2000.          | 2010.          |
| Белци             | 22.992 (98,2%) | 22.585 (97,4%) |
| Афроамериканци    | 139 (0,6%)     | 135 (0,6%)     |
| Азијати           | 17 (0,1%)      | 36 (0,2%)      |
| Хиспаноамериканци | 99 (0,4%)      | 234 (1,0%)     |
| Укупно            | 23.403         | 23.177         |